# James Marion Sims
James Marion Sims (ur. 25 stycznia 1813 w hrabstwie Lancaster w Karolinie Południowej, zm. 13 grudnia 1883 w Nowym Jorku) – amerykański lekarz, prekursor współczesnej ginekologii.
W latach 1834–1835 studiował w Jefferson Medical College, po czym został lekarzem w Lancaster (Karolina Południowa), a następnie w Mount Meigs w Alabamie, gdzie zdobył opinię dobrego lekarza i chirurga.
W 1840 roku osiadł w Montgomery w Alabamie gdzie świadczył usługi medyczne dla okolicznych plantatorów.
Ówczesna moralność zabraniała lekarzom oglądania nagich pacjentek. Badania i zabiegi, zwłaszcza na narządach rodnych, wykonywane były pod osłoną sukni, prześcieradeł lub przez lekarza z zawiązanymi oczami.

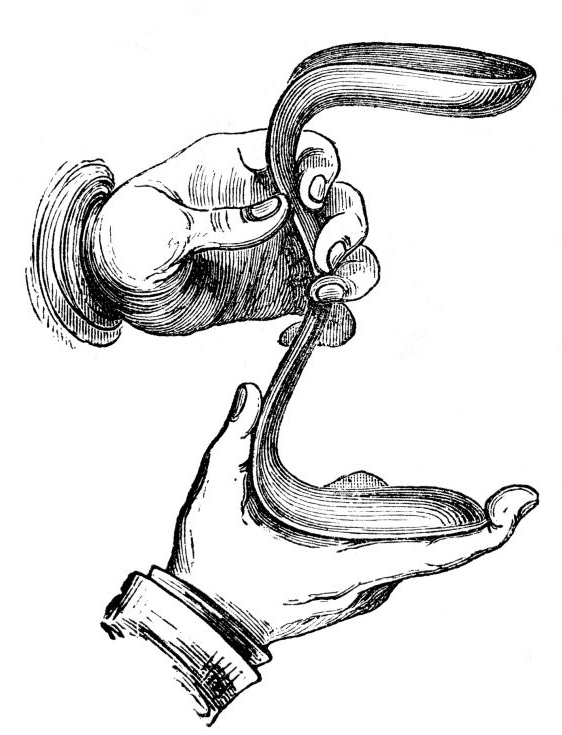
wziernik opracowany przez Simsa

W 1845 roku Sims zetknął się z kilkoma ciężkimi przypadkami poporodowych przetok u niewolnic z plantacji. Ponieważ względy przyzwoitości w stosunku do niewolników były inne niż w stosunku do białych, Sims skonstruowawszy prototyp wziernika dopochwowego (wykonał go ze srebrnej łyżki) obejrzał wnętrze pochwy i wykonał zaszycie przetoki u trzech niewolnic, używając nici jedwabnych. Ponieważ nie stosowano wtedy zasad aseptyki, szwy ropiały i przetoki otwierały się ponownie. Sims ponawiał operacje (jedna z niewolnic, Anarcha Westcott była operowana dwadzieścia dziewięć razy, pozostałe dwadzieścia cztery i dwadzieścia siedem). Przełom nastąpił w 1849 roku, gdy zamiast nici, Sims użył srebrnego drutu. Wszystkie trzy niewolnice wyzdrowiały, co spowodowało napływ kolejnych. Następnie do Simsa zaczęły się zgłaszać białe kobiety. Od 1850 Sims zaczął stosować narkozę za pomocą eteru.
W 1853 roku, z powodów zdrowotnych, Simsowie przeprowadzili się do Nowego Jorku, gdzie po okresie rekonwalescencji, w 1855 roku otworzył liczący 30 łóżek szpital dla kobiet, Woman’s Hospital of New York, który spotkał się z krytyką konserwatywnego środowiska lekarskiego, lecz wkrótce wykorzystywał swoje pełne możliwości. Sims leczył nie tylko przetoki, lecz i inne choroby kobiecych narządów rodnych. Z czasem rozpoczął prace nad leczeniem pochwicy.
W 1861 roku, w związku z wybuchem wojny secesyjnej, Simsonowie wyruszyli do Europy. Pomimo początkowej niechęci europejskich środowisk medycznych, szybko zdobył sławę i był proszony o leczenie kobiet z wyższych sfer. Inni lekarze zaczęli uczyć się od niego i prosić o konsultacje. Dodatkowym źródłem sukcesów Simsa było jego podejście do czystości. Przed zabiegiem mył ręce i narzędzia w gorącej wodzie oraz operował w domach, unikając szpitali, gdzie chore były bardziej narażone na infekcje (szpitale uważano za „skażone zgniłymi wyziewami”). Do jego pacjentek należały między innymi: francuska cesarzowa Eugenia i Jeanette Jerome (późniejsza matka Winstona Churchilla). Prowadził też badania nad płodnością. Za swoje prace został odznaczony krzyżem Legii Honorowej.
W 1867 roku, po zakończeniu wojny, otwarty został nowy budynek szpitala dla kobiet. Sims wrócił do Nowego Jorku i pracy w szpitalu. Próbował tam zajmować się leczeniem nowotworów narządów rodnych, co spowodowało konflikt z zarządem szpitala, bowiem choroby te uważano wówczas za skutek niemoralności oraz za choroby zakaźne. Na skutek konfliktu, w 1874 roku Sims odszedł ze szpitala i kontynuował praktykę prywatną w Ameryce i w stolicach europejskich. Pracował do końca życia, ostatnią operację przeprowadził 12 listopada 1883. Następnej nocy zmarł we śnie.

## Krytyka współczesna
Współcześnie Sims bywa krytykowany za przeprowadzanie eksperymentów medycznych na niewolnicach, bez ich zgody i bez użycia znieczulenia na czas operacji.